# ジェーピーエヌ債権回収
ジェーピーエヌ債権回収株式会社（ジェーピーエヌさいけんかいしゅう、英文名称JPN COLLECTION SERVICE CO., LTD.）は、クレディセゾン傘下の債権回収会社。許可番号は第34号。

## 概要
以下の事業を展開している。
- 未入債権管理・回収業務

東京、札幌、東北、新潟、関西のコールセンターからの電話・文書発送による督促、貸倒償却認定手続き業務の代行
- バックアップサービサー業務

小口ローン債権の証券化
- 債務者の現地調査代行業務
- 人材派遣・コンサルティング業務

## 沿革
- 1994年4月 - 中古車販売業、株式会社カーヴィレッジ西武として設立。
- 1996年12月 - 債権回収業に業態変更、株式会社ジェーピーエヌに商号変更。
- 2000年2月 - ジェーピーエヌ債権回収株式会社に商号変更。
- 2000年6月6日[2] - 法務大臣より、債権管理回収業に関する特別措置法に基づく債権管理回収業の許可書を取得。
- 2002年12月 - 本社を東京・東池袋のサンシャイン60に移転。
- 2006年10月 - 大証ヘラクレスに上場。
- 2009年1月27日 - 上場廃止。
- 2009年2月2日 - 株式移転により持株会社（中間持株会社）のJPNホールディングス株式会社を設立して、その完全子会社となる。
- 2010年3月 - 本社を東京都豊島区東池袋二丁目60番3号に移転。
- 2015年5月1日 - 本社を埼玉県朝霞市東弁財1丁目2番16号に移転。
- 2016年1月31日 - 親会社のJPNホールディングスが同社子会社のヒューマンプラス（現・セゾンパーソナルプラス）に合併されたため、ヒューマンプラスが親会社となる[3]。